# Catherine Jacob
Catherine Jacob (Parigi, 16 dicembre 1956) è un'attrice francese.

## Biografia
Suo padre era un ortodontista, mentre sua madre era impiegata nell'ufficio del padre come aiutante. Prima di iniziare la sua carriera, Catherine Jacob ha fatto per anni la baby sitter: questo le ha permesso di osservare i diversi stili di vita di varie persone per le quali ha lavorato, arricchendo il suo modo di recitazione. La Jacob è famosa per i suoi ruoli in film come Zia Angelina e La vita è un lungo fiume tranquillo.

## Filmografia parziale

### Cinema
- Voglia d'amare (Maladie d'amour), regia di Jacques Deray (1987)
- La vita è un lungo fiume tranquillo (La vie est un long fleuve tranquille), regia di Étienne Chatiliez (1988)
- Zia Angelina (Tatie Danielle), regia di Étienne Chatiliez (1990)
- Merci la vie - Grazie alla vita (Merci la vie), regia di Bertrand Blier (1991)
- Mio padre, che eroe! (Mon père, ce héros), regia di Gérard Lauzier (1991)
- La felicità è dietro l'angolo (Le bonheur est dans le pré), regia di Étienne Chatiliez (1995)
- Dio è grande, io no (Dieu est grand, je suis toute petite), regia di Pascale Bailly (2001)
- Qui a tué Bambi?, regia di Gilles Marchand (2003)
- La première fois que j'ai eu 20 ans, regia di Lorraine Lévy (2004)
- Dikkenek, regia di Olivier Van Hoofstadt (2006)
- Adorabili amiche (Thelma, Louise et Chantal), regia di Benoît Pétré (2010)
- A casa nostra (Chez nous), regia di Lucas Belvaux (2017)
- Tale madre tale figlia (Telle mère, telle fille), regia di Noémie Saglio (2017)
- I gusti sono gusti (Les goûts et les couleurs), regia di Myriam Aziza (2018)

### Televisione
- Caméra Café – 1 episodio (2001)
- Baisers cachés, regia di Didier Bivel – film  TV (2016)
- Nina – serie TV, 1 episodio (2018)

## Doppiatrici italiane
Nelle versioni in lingua italiana dei film da lei interpretati, Catherine Jacob è stata doppiata da:
- Paola Del Bosco in Adorabili amiche
- Serena Spaziani in Zia Angelina
- Valeria Perilli in A casa nostra
- Silvana Fantini in Qui a tué Bambi?